# Сан-Жуан-да-лас-Абазесас
Сан-Жуан-да-лас-Абазесас (Catalan pronunciation: [ˈsaɲ ʒuˈan də ləz əβəˈðesəs]) — місто та муніципалітет, розташований на південному сході комарки Рипульєс, у провінції Жирона, Каталонія, Іспанія.

## Географія і клімат
Місто розташоване вздовж верхів'я річки Тер, в однойменній долині, оточене гірським хребтом Серра-Каваллера на півночі та горою Сант-Антоні на півдні. Має внутрішній, континентальний клімат, з рясними опадами та помітною мінливістю температури.

## Економіка
Більша частина економіки Сант-Хоан-де-лес-Абадесес зосереджена на промисловості та виробництві. Однак останнім часом спостерігається зростання туризму до міста з відповідним зростанням сфери послуг. Сільські райони муніципалітету в основному зайняті фермами, які, як правило, вирощують корів.

## Історія

### Давні часи
Людські поселення в долині навколо Сант-Хоан-де-ле-Абадесес сягають доісторичних часів, а археологічні дослідження виявили докази поселень у регіоні з епохи нижнього палеоліту.
Здається, ця територія не була дуже романізована, незважаючи на те, що гілка Віа Августа йшла вгору долиною до перевалу Коль д'Арес через Піренейські гори.

### Середньовіччя
Витоки нинішнього міста лежать у заснуванні монастиря Сант-Хоан-де-ле-Абадесс Вільфредом Волохатим у 887 році. Це був один із перших жіночих монастирів, заснованих у Каталонії, і його першою настоятелькою була Емма з Барселони, дочка Вілфреда. Бенедиктинська спільнота зростала в багатстві та вазі протягом 10 століття. Однак у 1017 році черниці, звинувачені в порушенні правил, за якими вони повинні були жити, були вигнані буллою папи Бенедикта VIII.
Це вигнання поклало початок періоду нестабільності, який тривав до відновлення канонів ордену Святого Августина в 12 столітті та за покровительства Рамона Беренгера III . Нові монахи-августинці значною мірою перебудували монастир, включаючи нові церкви для самого монастиря та парафії Святого Пола. У цей період монастир отримав нове культурне значення та пишність, про що свідчить його великий архів пісень трубадурів цієї епохи.
Навколо монастиря було засноване місто Сан-Хоан. Спочатку миряни жили навколо церкви Сант-Поль, у районі, сьогодні відомому як Ель-Раваль. Але зростання населення міста викликало необхідність побудови міста-муру (Віла-Велья) на землі, яка була відома як Ель-Віньяль. Ця частина міста була домом для численних середньовічних цехів.
З часом влада в місті перейшла від релігійної до світської. Місто стало столицею карлістів і зазнало наслідків воєн із сусідньою Францією, а також індустріалізації та соціальних змін.

### Сучасна епоха
У середині 19 століття в Огассі розпочався видобуток вугілля, що прискорило будівництво залізниці від Сан-Хоана до Барселони. Будівництво залізниці було закінчено 17 жовтня 1880 року. Це прискорило зростання та індустріалізацію міста. Як і в інших містах уздовж річки Тер, численні заводи та промислові колонії були побудовані, щоб використовувати гідрологічну енергію річки. Корінний житель міста представив бетон на Піренейському півострові, а саме місто стало піонером у виробництві бетону.
Під час громадянської війни в Іспанії 1930-х років місто перейменувало себе на Puig-Alt de Ter (Високий пагорб Тер). Коли війська республіканської Іспанії відступали до французького кордону, багато людей пройшли через місто. Проте республіканські солдати зруйнували мости та залізничну станцію, коли вони проходили, щоб прикрити свій відступ. Після війни місто відновилося та розширило свою промисловість.

## Основні пам'ятки
- Монастир Сант-Хоан-де-лес-Абадесес, заснований наприкінці 9 століття, із нинішнім романським комплексом, побудованим у 12 столітті.
- Pont Vell, або «Старий міст», побудований в епоху середньовіччя і в готичному стилі.
- Віла-Велья, сплановане місто, побудоване в 13 столітті. Тут збереглося планування вулиць, Головна площа та кілька будинків XVII ст.
- Залишки середньовічних стін, включаючи дві збережені вежі, і частини самої стіни.
- «Шлях заліза та вугілля» (Ruta de Ferro i Carbó), залізнична стежка вздовж колишнього залізничного полотна.

## Міста-побратими
- Ле Пале-сюр-В'єн ( Франція )
- Сан-Луїс-Потосі ( Мексика )